# 1946-os Giro d’Italia

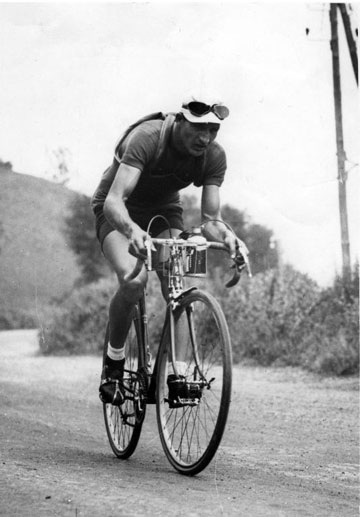
A körverseny győztese, Gino Bartali

Az 1946-os Giro d’Italia volt a 33. olasz kerékpáros körverseny. Május 15-én kezdődött és június 7-én ért véget. Végső győztes az olasz Gino Bartali lett.

## Végeredmény
|     | Versenyző        | Idő            |
| --- | ---------------- | -------------- |
| 1.  | Gino Bartali     | 65 óra 32' 20" |
| 2.  | Fausto Coppi     | 47"            |
| 3.  | Vito Ortelli     | 15' 28"        |
| 4.  | Salvatore Crippa | 15' 31"        |
| 5.  | Aldo Ronconi     | 24' 31"        |
| 6.  | Giulio Bresci    | 27' 35"        |
| 7.  | Ezio Cecchi      | 37' 58"        |
| 8.  | Giordano Cottur  | 38' 28"        |
| 9.  | Alfredo Martini  | 39' 54"        |
| 10. | Primo Volpi      | 43' 12"        |